# Maschalocorymbus villosus
Maschalocorymbus villosus är en måreväxtart som först beskrevs av William Jack och Nathaniel Wallich, och fick sitt nu gällande namn av Cornelis Eliza Bertus Bremekamp. Maschalocorymbus villosus ingår i släktet Maschalocorymbus och familjen måreväxter. Inga underarter finns listade i Catalogue of Life.